# 말하스 아모얀
말하스 빔바시 아모얀(아르메니아어: Մալխաս Բիմբաշի Ամոյան, 1999년 1월 22일~)은 아르메니아의 레슬링 선수이다. 2024년 하계 올림픽 그레코로만형 남자 웰터급에서 동메달을 획득했으며 세계 선수권 대회에서 금메달 1개, 동메달 2개를 획득했다.